# 李新德
李新德，2003年10月1日创办中国舆论监督网，2004年6月10日发布“下跪的副市长-山东济宁市副市长李信丑行录”，一炮走红，成为新闻界的新闻人物，被誉为中国民间舆论监督第一人。

## 生平
中国青年报冰点周刊采访李新德后，发布文章“他们最害怕光”，路透社、纽约时报先后发布文章，对李新德和他的中国舆论监督网进行了详细的报道。
李新德又是中国国内第一位曝光湖南省郴州市原纪委书记曾锦春的民间记者，之后又对辽宁省原纪委书记王唯众的丑行进行了揭露。据不完全统计，他领导下的中国舆论监督网先后对10多名厅级以上干部进行了监督，因此遭到国内不断的封杀。在国内多次备案通过，又多次被取消备案，却没有接到任何取消备案的理由。无奈之下，李新德将服务器转移到了美国。